# Fort Monroe

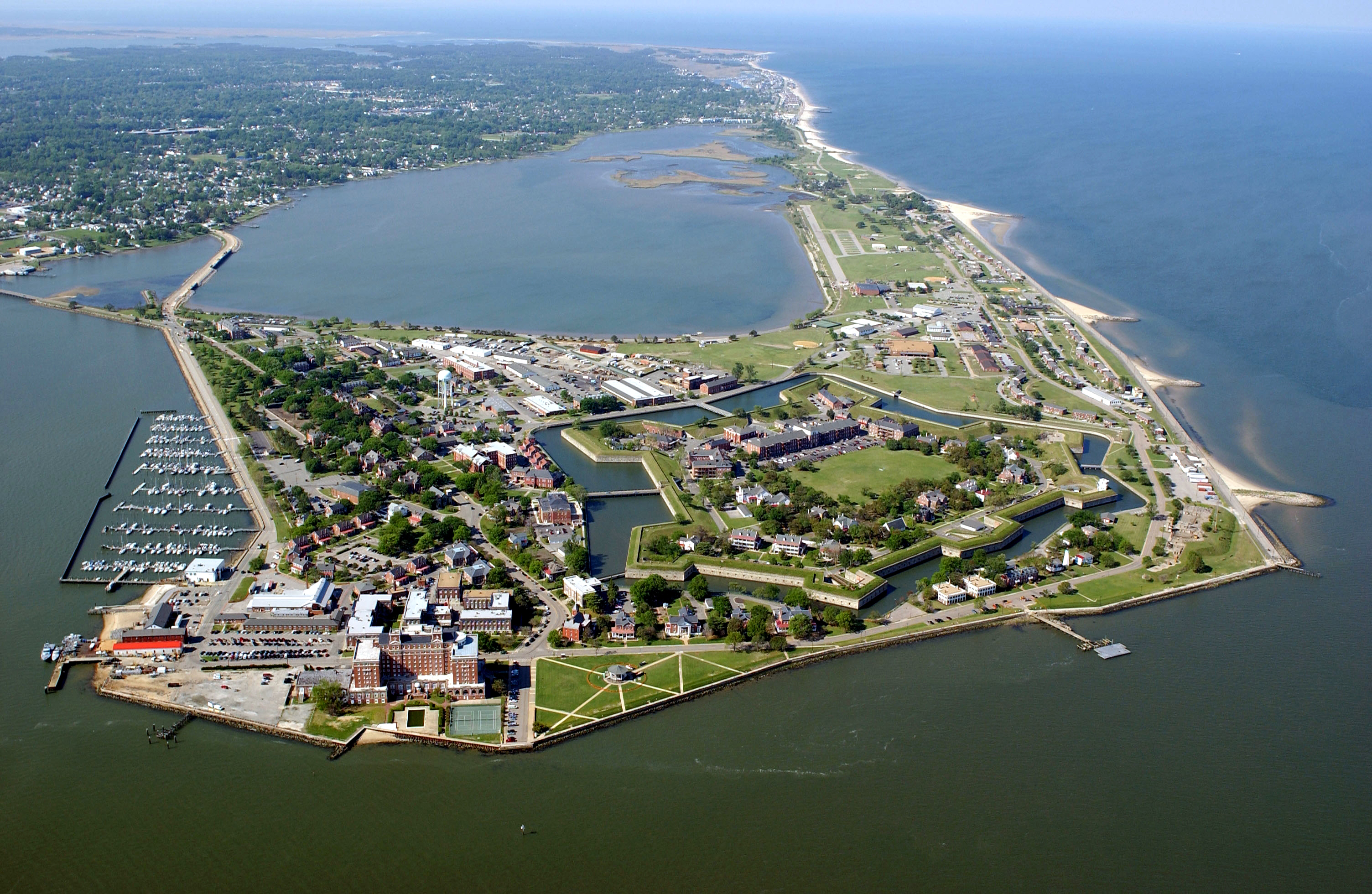
Fort Monroe hacia 2004

Fort Monroe (también conocido como el Monumento Nacional de Fort Monroe) es una instalación militar clausurada en Hampton, Virginia en Old Point Comfort, el extremo sur de la Península de Virginia, Estados Unidos. Junto con Fort Wool, Fort Monroe protegió originalmente el canal de navegación entre Chesapeake Bay y Hampton Roads, la rada natural en la confluencia de los ríos Elizabeth, Nansemond y James. Hasta su baja en 1946, las áreas protegidas por el fuerte eran todas las regiones de la Bahía de Chesapeake y el Río Potomac, incluyendo los accesos por agua a las ciudades de Washington D. C. y Baltimore, Maryland, junto con importantes astilleros y bases navales en el área de Hampton Roads. Rodeado por un foso, el fuerte con un bastión de seis lados es el más grande por área jamás construido en los Estados Unidos.

## Origen
Durante la exploración inicial de una misión encabezada por el Capitán Christopher Newport a principios del siglo XVII, los primeros días de la Colonia de Virginia, el sitio fue identificado como un lugar estratégico de defensa. A partir de 1609, se construyeron fortificaciones defensivas en Old Point Comfort durante los dos primeros siglos de Virginia. La primera era una empalizada de madera llamada Fort Algernourne, seguida de otros pequeños fuertes. Sin embargo, la instalación de piedra mucho más importante que se conoció como Fort Monroe (y el adyacente Fort Wool en una isla artificial al otro lado del canal) se terminó en 1834, como parte del tercer sistema de fortificaciones de Estados Unidos. El fuerte principal fue nombrado en honor al Presidente de los Estados Unidos James Monroe

## En la Guerra Civil
Aunque Virginia pasó a formar parte de los Estados Confederados de América, el Fuerte Monroe permaneció en manos de la Unión durante la guerra civil estadounidense (1861-1865). Se hizo notable como un sitio histórico y simbólico de libertad temprana para ex esclavos bajo las disposiciones de las políticas de contrabando. Durante dos años, el expresidente de la Confederación, Jefferson Davis, fue encarcelado en el fuerte. Sus primeros meses de encierro transcurrieron en una celda dentro de las paredes del fuerte, que ahora forma parte de su Museo de la Casamata.

## sigloXX
A principios del siglo XX se añadieron numerosas baterías de artillería en Fort Monroe y cerca de él bajo el programa Endicott; se convirtió en el mayor fuerte y cuartel general de las defensas portuarias de la bahía de Chesapeake. En los siglos XIX y XX albergó escuelas de artillería, incluida la Escuela de Artillería de la Costa (1907-1946). El cuartel general del Comando del Ejército Continental (CONARC) (1955-1973) estaba en Fort Monroe, sucedido por el Comando de Entrenamiento y Doctrina del Ejército de los Estados Unidos (TRADOC) tras la división de la CONARC en TRADOC y el Comando de las Fuerzas Armadas de los Estados Unidos (FORSCOM) en 1973. La CONARC era responsable de todas las unidades activas del Ejército en los Estados Unidos continentales. TRADOC tuvo su sede en el fuerte desde 1973 hasta su desmantelamiento.

## Destino final
El Fuerte Monroe fue desmantelado el 15 de septiembre de 2011 y muchas de sus funciones fueron transferidas al cercano Fuerte Eustis. Varios planes de reutilización para Fort Monroe están en desarrollo en la comunidad de Hampton. El 1 de noviembre de 2011, el presidente Barack Obama firmó una proclamación para designar partes de Fort Monroe como monumento nacional. Esta fue la primera vez que el presidente Obama ejerció su autoridad bajo la Ley de Antigüedades, una ley de 1906 para proteger sitios que se considera que tienen importancia natural, histórica o científica.